# Orazio Satta Puliga
Orazio Satta Puliga (6 de octubre de 1910, Turín - 22 de marzo de 1974, Milán) fue un diseñador de automóviles italiano de orígenes sardos, conocido por varios diseños de Alfa Romeo.

## Semblanza

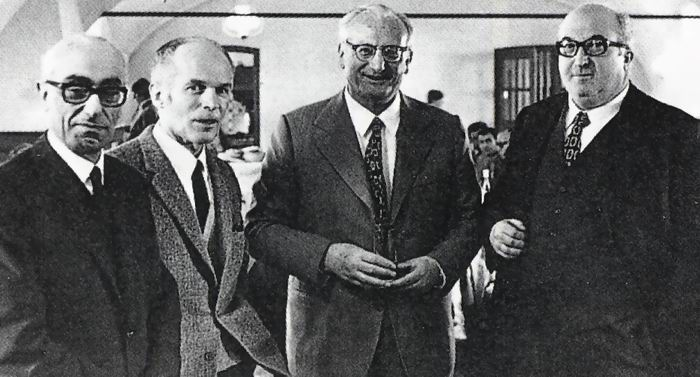
Ingenieros de Alfa Romeo. Desde la izquierda: Orazio Satta Puliga, Giuseppe Busso, Giuseppe Luraghi y Carlo Chiti

Satta estudió ingeniería mecánica (1933) y aeronáutica (1935) en el Politécnico de Turín y se incorporó al departamento de diseño de Alfa Romeo (el 2 de marzo de 1938), trabajando bajo la dirección del ingeniero español Wifredo Ricart, a quien sucedió como jefe de diseño (1946), supervisando diversos modelos de Alfa Romeo, como los Alfetta 158/159, 1900, Giulietta, Giulia, Montreal y Alfetta.
Su gestión técnica de la empresa durante la posguerra llevó al desarrollo de un motor más pequeño y menos complejo, con menos cilindros, aunque con una potencia maximizada, el propulsor Alfa Romeo de 1.900 cc, con un innovador diseño que incluía un cárter de chapa soldada en un bloque de hierro y una culata de aluminio. También dirigió la transformación de la empresa en un fabricante de vehículos producidos en grandes series, con el lanzamiento en 1955 del Alfa Romeo Giulietta, cuyo nuevo motor cuadrado (diámetro/carrera) completamente de aleación, permitió que se renovara a lo largo de los años con numerosas actualizaciones.
Más tarde se convirtió en director central (1951) y finalmente vicepresidente general (1969-1973), antes de jubilarse debido a un tumor cerebral, afección que causaría su fallecimiento un año después, en 1974.

## Reconocimientos
- Durante 2007, el pueblo de Ozieri, de donde provenía su familia, le dedicó una calle, gracias también al Club Ferrari local que promovió la iniciativa.[3] En 2010, con motivo del centenario de Alfa Romeo, la Asociación de Automóviles Antiguos de Cerdeña exhibió una treintena de coches Alfa históricos en Ozieri para conmemorar su trabajo.

## Legado
- Los seguidores de la marca italiana deben su pasión por los Alfa Romeo a técnicos como Satta, cuyo objetivo era diseñar y construir automóviles con la excelencia técnica como premisa:[4]

Alfa Romeo no es solo una fábrica de automóviles: sus automóviles son más que automóviles de fabricación convencional. Hay muchas marcas de automóviles y, entre ellas, Alfa ocupa un lugar separado. Es una especie de enfermedad, el entusiasmo por un medio de transporte. Es una forma de vida, una forma muy particular de concebir un vehículo de motor.
 Orazio Satta Puliga